# Chondracanthus pinguis
Chondracanthus pinguis är en kräftdjursart som beskrevs av C. B. Wilson 1912. Chondracanthus pinguis ingår i släktet Chondracanthus och familjen Chondracanthidae. Inga underarter finns listade i Catalogue of Life.